# Clown (film, 2019)
Pour plus de détails, voir Fiche technique et Distribution.
Clown est un film d'horreur américain de 2019, écrit et réalisé par Eric Forsberg. Il met en vedettes dans les rôles principaux Adam Elshar, Dave Klec et Micavrie Amaia.

## Synopsis
Un groupe d’adolescents se retrouvent piégés dans une maison de divertissement et traqués par un clown tueur, qui ne se reposera pas jusqu’à ce que chacun d’entre eux soit mort. Ils doivent se battre pour leur vie.

## Distribution
- Adam Elshar : Austin
- Micavrie Amaia : Sarah
- Sam Lazarus : Gordy
- Nicholas Shone : Anubis
- Drew Hale : Bucky
- Taylor Watson Seupel : Davy[3]
- Dave Klec : Thoth le Clown
- Audrey Gibbs : Sally
- Camille Wormser : Jillian
- Jamey Rimawi : Kody
- James Jovanovich : Chuck
- Tayvion Power : Marcus
- Audrey Latt : Gloria
- Christopher Shone : Thoth enfant
- Kasia Szarek : Maman Clown
- Marqus Bobesich : Homer
- Grey Cardenas : Towns people
- Joyce Tatler : Organiste[1]

## Production
Le film est sorti le 27 août 2019, afin de pouvoir capitaliser sur le succès de Ça : Chapitre 2, sorti le 6 septembre 2019.

### Tournage
Le tournage a eu lieu au Koch Movie Ranch, à Agua Dulce, en Californie, aux États-Unis.